# Aiphanes verrucosa
Aiphanes verrucosa är en enhjärtbladig växtart som beskrevs av Finn Borchsenius och Henrik Balslev. Aiphanes verrucosa ingår i släktet Aiphanes och familjen Arecaceae. IUCN kategoriserar arten globalt som starkt hotad.
Artens utbredningsområde är Ecuador. Inga underarter finns listade i Catalogue of Life.